# Obviken

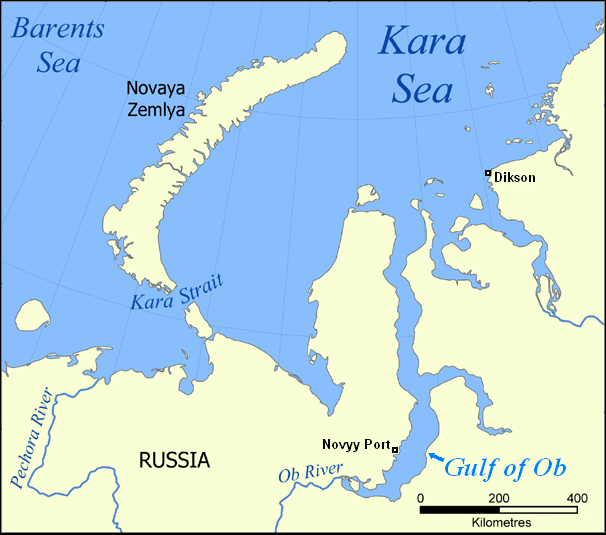
Karta över Obviken.

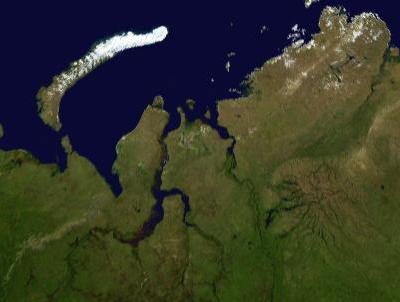
Satellitbild över viken.

Obviken (ryska: О́бская губа́) är en vik i Karahavet (Norra ishavet), som skär djupt in i den Västsibiriska slätten i nordvästra Sibirien. Viken är belägen mellan halvöarna Jamal och Gydanskij i nordcentrala Ryssland. Floden Ob har sitt utlopp i viken, vars delta är igensatt med ett stort sandrev. Obviken är cirka 800 kilometer lång och mellan 32 och 97 kilometer bred. Djupet är drygt 10–12 meter. Den östra kustlinjen är brant och ojämn, medan den västra är låglänt och sumpig.